# Lorelei (nome)
Lorelei  è un nome proprio di persona italiano femminile.

## Varianti
- Femminili: Loreley[1], Lorely[1]

### Varianti in altre lingue
- Inglese: Lorelei[2][3], Loreley[2]
- Tedesco: Lorelei[3]

## Origine e diffusione

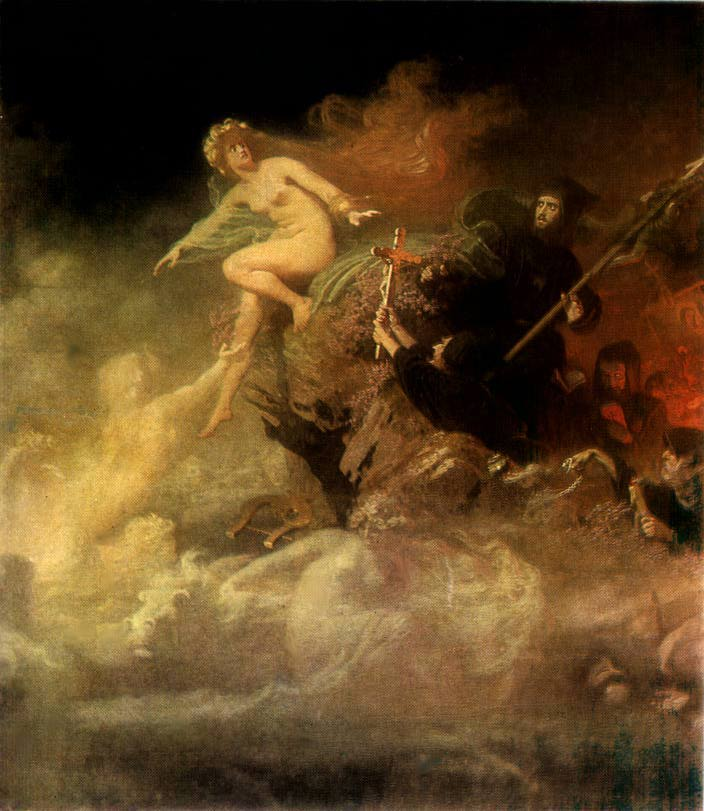
Lorelei in un dipinto di Johann Köler

Riprende il nome di Lorelei, un'altura rocciosa nella Gola del Reno dove, secondo una leggenda, viveva una sirena chiamata anch'essa Lorelei che, cantando e pettinandosi i capelli, distraeva o attirava i pescatori sugli scogli, causandone la morte. Il nome, originariamente scritto Lorlei, venne cambiato in Lorelei dal poeta tedesco Clemens Brentano, e la figura venne ripresa da numerosi altri poeti tedeschi. In Italia gode di scarsa diffusione, dovuta principalmente all'opera di Alfredo Catalani Lorelei, ed è accentrato in Toscana ed Emilia-Romagna.
L'etimologia è incerta. Il secondo elemento è identificato generalmente con il dialetto renano lei ("roccia", "scogliera", "rupe"), mentre sul primo vi sono differenti ipotesi:
- L'alto tedesco medio lüren ("gemere in attesa")[4] o il tedesco antico loren ("mormorare", "sussurrare")[2][3], quindi "roccia che geme", "roccia che mormora"
- L'alto tedesco antico lure ("attirare", "tendere un'esca")[2][3], quindi "roccia che attira"[5]
- L'alto tedesco medio luren ("osservare", "guardare")[2][6]

## Onomastico
Il nome è adespota, cioè non è portato da alcuna santa. L'onomastico ricade pertanto il 1º novembre, giorno di Ognissanti.

## Persone
- Lorelei King, attrice statunitense
- Lorelei Lee, pornoattrice e scrittrice statunitense
- Lorelei Linklater, attrice statunitense

### Varianti
- Luisana Loreley Lopilato de la Torre, attrice e modella argentina

## Il nome nelle arti
- Lorelei è un personaggio della serie Pokémon.
- Loreley è un personaggio dell'omonima opera di Alfredo Catalani.
- Lorelai Gilmore è un personaggio della serie televisiva Una mamma per amica.
- Lorelei Lee è un personaggio del film del 1953 Gli uomini preferiscono le bionde diretto da Howard Hawks, interpretato da Marilyn Monroe.
- Lorelei Travis è un personaggio dei fumetti Marvel Comics.

## Toponimi
- 165 Loreley è un asteroide della fascia principale, che prende il nome dall'omonimo personaggio leggendario.